# Charlie Villanueva
Charlie Alexander Villanueva (Queens, 24 agosto 1984) è un ex cestista statunitense naturalizzato dominicano che giocava come ala grande.
Soffre di alopecia universalis, un raro tipo di alopecia areata che lo priva di capelli e peli su tutto il corpo.

## Vita privata
Villanueva ha una malattia della pelle autoimmune nota come alopecia universalis, una variante della alopecia areata. Ciò impedisce la crescita dei capelli sul cuoio capelluto o altrove sul corpo, ma per il resto non è doloroso né pericoloso per la vita. Villanueva è un portavoce della NAAF (National Alopecia Areata Foundation), e ha ricevuto il Community Assist Award del febbraio 2006 dall'NBA per il suo lavoro con l'organizzazione.
Villanueva ha tre fratelli tutti chiamati Roberto, oppure Rob, dal nome del loro papà: Rob Antonio, Rob Elia, Rob Carlos. Annunciato a settembre 2015, Charlie sta lavorando con due dei tre Rob a un documentario, intitolato "What is Alopecia", basato sulla malattia autoimmune Alopecia Areata, al fine di continuare i suoi sforzi di sensibilizzazione per educare, creare consapevolezza e sostenere la comunità affetta da Alopecia.

## Carriera

### College
Dopo aver giocato a livello di scuola superiore per la Blair Academy di Blairstown (New Jersey) è passato alla University of Connecticut, con la quale ha giocato due stagioni, vincendo il titolo NCAA nel 2004. Dopo l'esperienza biennale con gli Huskies si è dichiarato eleggibile per la NBA ed è stato scelto nel draft NBA 2005 al primo giro con il numero 7 dai Toronto Raptors.

### Toronto Raptors (2005-2006)
Ha disputato una buona stagione da rookie, segnando una media di 13,0 punti e 6,4 rimbalzi in 81 partite. Ha concluso secondo tra i rookie per punti e rimbalzi, e terzo in minuti e stoppate. Ha anche realizzato 12 doppie doppie e ha stabilito il record dei rookie dei Raptors per punti (48) e rimbalzi (18) in una partita. È anche apparso nella Rookie Challenge ed è stato nominato nella prima squadra della All-NBA Rookie.
Dopo una stagione d'esordio convincente, seppur in una delle peggiori squadre della lega, è stato ceduto ai Milwaukee Bucks in cambio del playmaker T.J. Ford. Il nuovo team manager dei Raptors, Bryan Colangelo, aveva infatti appena scelto con il numero 1 nel draft 2006 il pari ruolo italiano Andrea Bargnani.

### Milwaukee Bucks (2006-2009)
Nella sua prima stagione con i Bucks ha patito un brutto infortunio, ed ha giocato appena 39 partite, perdendo in pratica più di metà stagione. Nonostante l'incidente, la stagione 2008-2009 di Villanueva si è rivelata la migliore stagione della carriera per lui con una media di 16,2 punti e 6,7 rimbalzi a partita.
Nel marzo 2009 è stato rimproverato dall'allenatore dei Bucks, Scott Skiles, per aver pubblicato un messaggio sul suo account Twitter durante l'intervallo del gioco Bucks-Celtics.

### Detroit Pistons (2009-2014)
L'8 luglio 2009 ha firmato un contratto quinquennale da 40 milioni di dollari con i Detroit Pistons.
L'11 aprile 2011, durante la partita tra i Detroit Pistons ed i Cleveland Cavaliers, è stato protagonista di un violento alterco col centro dei Cavs Ryan Hollins, che ha portato all'espulsione di entrambi. Dopo aver cercato in tutti i modi di divincolarsi dai compagni di squadra che provavano a fermarlo, Villanueva è tornato negli spogliatoi. Lì lontano dalle telecamere ha di nuovo tentato di affrontare Hollins ma è stato bloccato dagli agenti di polizia. L'NBA lo ha sospeso per 5 turni, 4 dei quali sono stati scontati nella stagione successiva.
Il 2 gennaio 2013 è stato multato di 25.000 dollari dall'NBA per aver commesso un fallo molto pesante ai danni della guardia del Sacramento Kings Isaiah Thomas. Villanueva era stato espulso dalla partita per aver dato una gomitata a Thomas mentre Thomas era diretto verso il canestro. L'ufficio della lega NBA ha aggiunto la multa dopo aver esaminato la partita e in particolare il gesto antisportivo.

### Dallas Mavericks (2014-2016)
Il 23 settembre 2014 ha firmato con i Dallas Mavericks. Il 9 febbraio 2015, ha segnato 26 punti nella stagione in perdita per i Los Angeles Clippers. Il 6 agosto 2015 ha firmato nuovamente con i Maverick un contratto di un anno.

## Statistiche
| † | Denota le stagioni in cui ha vinto il titolo |

### NCAA
| Anno       | Squadra       | PG | PT | MP   | TC%  | 3P%  | TL%  | RP  | AP  | PRP | SP  | PP   |
| ---------- | ------------- | -- | -- | ---- | ---- | ---- | ---- | --- | --- | --- | --- | ---- |
| 2003-2004† | UConn Huskies | 32 | 4  | 19,0 | 51,4 | 36,7 | 66,7 | 5,3 | 0,7 | 0,2 | 1,5 | 8,9  |
| 2004-2005  | UConn Huskies | 31 | 31 | 25,7 | 52,1 | 50,0 | 68,8 | 8,3 | 1,3 | 0,6 | 1,8 | 13,6 |
| Carriera   | Carriera      | 63 | 35 | 22,3 | 51,8 | 39,3 | 68,1 | 6,7 | 1,0 | 0,4 | 1,7 | 11,2 |

#### Massimi in carriera
- Massimo di punti: 25 (2 volte)[8]
- Massimo di rimbalzi: 14 (3 volte)
- Massimo di assist: 4 vs Rutgers (15 gennaio 2005)
- Massimo di palle rubate: 3 vs Syracuse (7 febbraio 2005)
- Massimo di stoppate: 6 vs Rutgers (15 gennaio 2005)
- Massimo di minuti giocati: 36 vs Rutgers (15 gennaio 2005)

### NBA

#### Regular season
| Anno      | Squadra          | PG  | PT  | MP   | TC%  | 3P%  | TL%  | RP  | AP  | PRP | SP  | PP   |
| --------- | ---------------- | --- | --- | ---- | ---- | ---- | ---- | --- | --- | --- | --- | ---- |
| 2005-2006 | Toronto Raptors  | 81  | 36  | 29,1 | 46,3 | 32,7 | 70,6 | 6,4 | 1,1 | 0,7 | 0,8 | 13,0 |
| 2006-2007 | Milwaukee Bucks  | 39  | 17  | 25,2 | 47,0 | 33,7 | 82,0 | 5,8 | 0,9 | 0,6 | 0,3 | 11,8 |
| 2007-2008 | Milwaukee Bucks  | 76  | 31  | 24,1 | 43,5 | 29,7 | 78,3 | 6,1 | 1,0 | 0,4 | 0,5 | 11,7 |
| 2008-2009 | Milwaukee Bucks  | 78  | 47  | 26,9 | 44,7 | 34,5 | 83,8 | 6,7 | 1,8 | 0,6 | 0,7 | 16,2 |
| 2009-2010 | Detroit Pistons  | 78  | 16  | 23,7 | 43,9 | 35,1 | 81,5 | 4,7 | 0,7 | 0,6 | 0,7 | 11,9 |
| 2010-2011 | Detroit Pistons  | 76  | 11  | 21,9 | 44,2 | 38,7 | 76,7 | 3,9 | 0,6 | 0,6 | 0,6 | 11,1 |
| 2011-2012 | Detroit Pistons  | 13  | 0   | 13,8 | 38,5 | 33,3 | 85,7 | 3,7 | 0,5 | 0,5 | 0,4 | 7,0  |
| 2012-2013 | Detroit Pistons  | 69  | 0   | 15,8 | 37,7 | 34,7 | 55,1 | 3,5 | 0,8 | 0,4 | 0,6 | 6,8  |
| 2013-2014 | Detroit Pistons  | 20  | 0   | 9,0  | 38,0 | 25,0 | 57,1 | 1,7 | 0,3 | 0,2 | 0,3 | 4,6  |
| 2014-2015 | Dallas Mavericks | 64  | 1   | 10,6 | 41,4 | 37,6 | 57,1 | 2,3 | 0,3 | 0,2 | 0,3 | 6,3  |
| 2015-2016 | Dallas Mavericks | 62  | 4   | 10,7 | 38,2 | 27,3 | 91,7 | 2,5 | 0,4 | 0,3 | 0,2 | 5,1  |
| Carriera  | Carriera         | 656 | 163 | 20,7 | 43,5 | 34,1 | 77,2 | 4,6 | 0,8 | 0,5 | 0,5 | 10,4 |

#### Play-off
| Anno     | Squadra          | PG | PT | MP  | TC%  | 3P%  | TL%   | RP  | AP  | PRP | SP  | PP  |
| -------- | ---------------- | -- | -- | --- | ---- | ---- | ----- | --- | --- | --- | --- | --- |
| 2015     | Dallas Mavericks | 5  | 0  | 8,6 | 44,0 | 42,1 | -     | 2,6 | 0,6 | 0,2 | 0,2 | 6,0 |
| 2016     | Dallas Mavericks | 4  | 0  | 5,0 | 25,0 | 20,0 | 100,0 | 0,5 | 0,3 | 0,0 | 0,0 | 2,3 |
| Carriera | Carriera         | 9  | 0  | 7,0 | 37,8 | 37,5 | 100,0 | 1,7 | 0,4 | 0,1 | 0,1 | 4,3 |

#### Massimi in carriera
- Massimo di punti: 48 vs Milwaukee Bucks (26 marzo 2006)[9]
- Massimo di rimbalzi: 18 vs New Orleans Hornets (2 aprile 2006)
- Massimo di assist: 6 (2 volte)
- Massimo di palle rubate: 4 (3 volte)
- Massimo di stoppate: 4 (5 volte)
- Massimo di minuti giocati: 53 vs New Orleans Hornets (2 aprile 2006)

## Palmarès
- McDonald's All-American Game (2003)
- Campione NCAA (2004)
- NBA All-Rookie First Team (2006)